# Butea
Butea – wieś w Rumunii, w okręgu Jassy, w gminie Butea. W 2011 roku liczyła 2319 mieszkańców.